# Глуварење
Глуварење (енгл. Cruising), амерички је криминалистички психолошки трилер филм из 1980. у режији Вилијема Фридкина, а главне улоге тумаче Ал Паћино, Пол Сорвино и Карен Ален.
Психопата претражује геј клубове у Њујорку и опако убија хомосексуалце. Детективу Стиву Бернсу (Ал Паћино) је наређено да обуче кожну одећу, да урони у геј културу, да виси по градским С&М радњама и клубовима и да тражи убицу. Али како Стив постаје све више уроњен у посећивање клубова, почиње да се идентификује са субкултуром више него што је очекивао. У међувремену, Стив се понаша дистанцирано са својом девојком, Ненси (Карен Ален), у исто време, хомофобија полицијских снага постаје очигледна и убица остаје на слободи.

## Радња
Догађаји у филму одвијају се у Њујорку. Фрагменти људских тела све више почињу да плутају реком Хадсон. Полиција верује да је ово дело серијског убице који у баровима среће геј мушкарце, након чега их силује, убија и раскомада њихове лешеве. Полицајац Стив Бернс има задатак да идентификује кривца. Пошто је током истраге приморан да често посећује геј барове, то изазива раздор у његовом односу са пријатељицом Ненси и тера га да размишља о сопственој сексуалној оријентацији.
Бернсов први осумњичени је конобар Скип Ли. Након што полиција примора Лија да се самозадовољава пред законом како би им дао узорак сперме, Бернс протестује против таквих метода и жели да одустане, али га шеф убеђује да настави истрагу.

## Улоге
| Глумац          | Улога                |
| --------------- | -------------------- |
| Ал Пачино       | Детектив Стив Бернс  |
| Пол Сорвино     | капетан Еделсон      |
| Карен Ален      | Ненси                |
| Ричард Кокс     | Стјуарт Ричардс      |
| Дон Скардино    | Тед Бејли            |
| Џо Спинел       | патролџија Ди Симоне |
| Џеј Аковоне     | Скип Ли              |
| Ренди Џургенсен | детектив Лефрански   |
| Бартон Гејман   | доктор Рифкин        |
| Џин Дејвис      | Давинчи              |
| Арналдо Сантана | Лорен Лукас          |
| Лери Атлас      | Ерик Росман          |
| Ален Милер      | начелник             |
| Сони Гросо      | детектив Блазио      |
| Ед О’Нил        | детектив Шрајбер     |
| Мајкл Аронин    | детектив Дејвис      |
| Џејмс Ремар     | Грегори              |
| Вилијам Рас     | Пол Гејнс            |
| Мајк Стар       | патролџија Дешер     |